# Alekseï Koulechov
Alekseï Vladimirovitch Koulechov (en russe : Алексей Владимирович Кулешов) est un joueur russe de volley-ball né le 24 février 1979 à Friazino (oblast de Moscou, alors en URSS). Il mesure 2,06 m et joue central. Il totalise 200 sélections en équipe de Russie.

## Biographie
Il est récipiendaire de la médaille de l'Ordre du mérite pour la Patrie depuis le 16 mars 2007.

## Clubs
| Club                     | De        | À         |
| ------------------------ | --------- | --------- |
| Iskra Odintsovo          | 1996-1997 | 1996-1997 |
| Lokomotiv Belgorod       | 1997-1998 | 2003-2004 |
| Dinamo Moscou            | 2004-2005 | 2006-2007 |
| Iskra Odintsovo          | 2007-2008 | 2012-2013 |
| Goubernia Nijni Novgorod | 2013-2014 | ...       |

## Palmarès

### Club et équipe nationale
- Jeux olympiques
  - Finaliste : 2000
- Championnat du monde
  - Finaliste : 2002
- Ligue mondiale (1)
  - Vainqueur : 2002
  - Finaliste : 2000, 2007
- Coupe du monde
  - Finaliste : 2007
- Championnat du monde des moins de 19 ans (1)
  - Vainqueur : 1999
- Championnat d'Europe
  - Finaliste : 2007
- Ligue européenne (1)
  - Vainqueur : 2004
  - Finaliste : 2005
- Championnat d'Europe des moins de 21 ans (1)
  - Vainqueur : 1998
- Ligue des champions (2)
  - Vainqueur : 2003, 2004
- Coupe des Coupes puis Coupe de la CEV
  - Finaliste : 2002, 2010, 2014
- Championnat de Russie (6)
  - Vainqueur : 1998, 2000, 2002, 2003, 2004, 2006
  - Finaliste : 1998, 1999, 2005, 2007, 2008, 2009
- Coupe de Russie (3)
  - Vainqueur : 1998, 2003, 2006

### Distinctions individuelles
- Meilleur contreur du Championnat du monde masculin des moins de 19 ans 1999
- Meilleur contreur de la Ligue mondiale 2002
- Meilleur contreur de la Ligue des champions 2004
- Meilleur contreur des Jeux olympiques 2004
- Meilleur contreur du Championnat du monde 2006